# Ombalantu-Baobab
Der Ombalantu-Baobab (englisch Ombalantu Baobab), auch Tree of Life (Lebensbaum) oder Omukwa waa Mbalantu, gilt als einer der größten und ältesten Baobabs (Adansonia digitata) Afrikas. Er steht in der Stadt Outapi im Norden Namibias. Mit 28 Meter Höhe und einem Stammumfang von mehr als 20 Metern wird sein Alter auf mindestens 800 Jahre geschätzt. Er wurde am 1. September 2011 zum nationalen Denkmal erklärt.
Sein Stamm ist bis zu einer Höhe von etwa sechs Metern hohl, der Eingang als Tür ausgearbeitet. Der konische Innenraum fasst bis zu 35 Personen.

## Geschichte
Im Laufe der Geschichte hat dieser Innenraum verschiedenen Zwecken gedient: Traditionell wurden dort die Griots beigesetzt, weshalb sich im Volk der Glaube hält, im Baum würden die Geister wohnen. Auch diente der Baum als Versteck während Stammeskämpfen. Während der Besatzung des Landes durch die Südafrikaner befand sich darin eine Bar, ab 1940 eine Post. Zur Erinnerung an die dem Baum innewohnenden Geister ist dort inzwischen eine Kapelle eingerichtet. Heute dient der Baum vor allem als Touristenattraktion; es wird Eintritt erhoben. Der Baum wird von vielen ausländischen Reisegruppen als Etappenziel angesteuert, der somit durch Braai-Imbiss, ein Andenken- und Kunsthandwerksgeschäft mit Toilettenservice einen Wirtschaftsfaktor darstellt.
Unmittelbar hinter dem Baum befand sich während des namibischen Befreiungskampfes ein Militärcamp. Dort ist heute eine Gedenkstätte eingerichtet, die auch das Leben in vorkolonialistischer Zeit zeigt.